# Wii U
Wii U, conhecido oficialmente como Nintendo Wii U, é um console de videogames doméstico desenvolvido pela Nintendo como sucessor do Wii. Lançado no final de 2012, é o primeiro console de videogames da oitava geração e competiu com o Xbox One da Microsoft e o PlayStation 4 da Sony.
O Wii U é o primeiro console da Nintendo a suportar gráficos HD. O controle principal do sistema é o Wii U GamePad, que possui uma tela sensível ao toque incorporada, botões direcionais, alavancas analógicas e gatilhos. A tela pode ser usada como um complemento para a tela principal ou para jogar o jogo diretamente no GamePad. O Wii U Pro Controller pode ser usado em seu lugar como uma alternativa mais tradicional. O Wii U é compatível com todos os softwares e acessórios do Wii. Os jogos podem suportar qualquer combinação do GamePad, Wii Remote, Nunchuk, Balance Board, Classic Controller ou Wii U Pro Controller. A funcionalidade online gira em torno da plataforma Nintendo Network e do Miiverse, um serviço de rede social integrado que permite aos usuários compartilhar conteúdo em comunidades específicas de jogos.[carece de fontes?]
O Wii U recebeu uma recepção geralmente positiva, que incluiu elogios por seu controle inovador, melhorias na funcionalidade online do Wii, compatibilidade com os softwares e acessórios do Wii e preço acessível.[carece de fontes?] No entanto, o Wii U também foi criticado pela curta duração da bateria do GamePad e problemas com a interface do usuário e a funcionalidade do console. O Wii U foi recebido com uma adoção lenta do consumidores, com baixas vendas que foram creditadas principalmente à uma linha fraca de títulos de lançamento, suporte limitado de jogos third-parties e marketing ruim. A produção do Wii U terminou oficialmente em 31 de janeiro de 2017. Em 3 de março de 2017, a Nintendo lançou seu sucessor, o Nintendo Switch, que reteve e refinou notavelmente conceitos que foram introduzidos pela primeira vez com o Wii U.

## História
O console foi concebido em 2008, após a Nintendo reconhecer várias limitações e desafios do Wii, como a percepção geral de que o produto era orientado exclusivamente para o público casual. Com o Wii U, a Nintendo esperava atrair os jogadores hardcore de volta. O designer de jogos Shigeru Miyamoto admitiu que a falta de capacidades de alta definição (HD) e a infraestrutura limitada de rede do Wii também contribuíram para que o sistema fosse tratado de maneira separada em relação aos seus concorrentes, o Xbox 360 e o PlayStation 3. Foi decidido que um eventual novo console necessitava de importantes mudanças estruturais.
Dentro da Nintendo, houve muito debate sobre o sucessor do Wii, e o projeto foi abandonado e reiniciado várias vezes. O conceito de uma tela sensível ao toque inserida dentro do controle foi inspirada pela luz azul do Wii que indicava novas mensagens. Miyamoto e sua equipe queriam incluir uma tela pequena para fornecer informações adicionais aos jogadores (de forma similar à VMU do Dreamcast). Em fases posteriores do desenvolvimento, a tela foi ampliada para acomodar um jogo inteiro, conceito que foi sugerido no começo do projeto mas não era viável financeiramente.

### Especulações
As primeiras especulações sobre o sucessor do Wii indicavam que o console seria uma "versão melhorada" chamada "Wii HD". Muitos jornalistas alegaram que haveria uma saída de vídeo em alta definição e suporte a Blu-ray Disc, com o lançamento previsto para algum momento em 2011. No entanto, o então presidente da Nintendo, Satoru Iwata, declarou posteriormente que "não via razão importante" para incluir HD no Wii, e que essa possibilidade se encaixaria melhor num sucessor. Shigeru Miyamoto também expressou o interesse da Nintendo em trabalhar com gráficos em alta definição, mas esclareceu que o foco da empresa é na experiência de jogabilidade. Em outubro de 2009, Miyamoto disse que ainda não havia planos concretos para um sucessor, mas que o futuro produto manteria os controles por movimento e que se esperava que sua interface fosse "mais compacta" e barata. Iwata também mencionou que o sucessor do Wii poderia ser compatível com 3D, mas que isso dependeria de um aumento de 30% no número de televisores 3D.
Em 2010, o então presidente da Nintendo of America, Reggie Fils-Aime, comentou que se sentia "confiante que o console de entretenimento doméstico Wii ainda possui uma longa vida à sua frente" e declarou que um sucessor não estava previsto no futuro próximo. Na apresentação daquele ano na E3, Iwata revelou à BBC que um novo produto só seria anunciado quando "a Nintendo ficasse sem ideias do que fazer com o hardware atual e não pudesse oferecer surpresas para os usuários com a tecnologia [disponível à época]". Posteriormente, em uma reunião com investidores, ele revelou que estavam "estudando e desenvolvendo o próximo console", mas que estavam mantendo seus conceitos em segredo porque era importante que seu negócio se mantivesse "surpreendendo as pessoas positivamente". Fils-Aime comentou em um artigo da CNN que era provável que o sucessor não tivesse suporte a 3D, uma vez que a Nintendo já havia experimentado a tecnologia.
Em abril de 2011, uma fonte não revelada indicou que a Nintendo pretendia apresentar o sucessor do Wii, de codinome Project Café, na E3 2011, capaz de trabalhar com resoluções HD e retro compatível com o conteúdo do Wii. Também foi especulado que o console teria um controle novo, com uma tela de alta resolução. A origem do rumor do codinome (e outros detalhes) foi a publicação francesa de tecnologia 01net, que havia revelado anteriormente as especificações técnicas do PlayStation Vita antes de seu anúncio. Acreditava-se que o novo equipamento fosse duas vezes mais poderoso que o PlayStation 3 e o Xbox 360.
Boa parte do comentário concentrava-se no novo controle, que teria dois sticks analógicos, setas direcionais, quatro botões no verso e "possivelmente mais". A IGN comparou a funcionalidade do novo controle ao do GameCube. A página 01net alegou que o equipamento seria "um controle estilo tablet, com saída gráfica moderada", comparando-o a um iPad com botões. Eles também comentaram que haveria uma câmera frontal no controle. Outros supostos recursos incluíam controladores de movimento de seis eixos que superam a fidelidade do PlayStation Move, e um sensor (sensor bar) incluso. O novo controle tem uma tela de 6,2 polegadas, sem suporte a multitoque. Fontes da revista Computer and Video Games apostaram numa tela de alta resolução. A IGN também disse que o console (que deveria se parecer com uma versão moderna do SNES) poderia transmitir os jogos diretamente para o controle.
De acordo com a revista Edge, o presidente da THQ, Brian Farrell, teria dito aos seus investidores que não esperava novo hardware da Microsoft ou da Sony num período breve, diferentemente na Nintendo.

### Depois do anúncio oficial

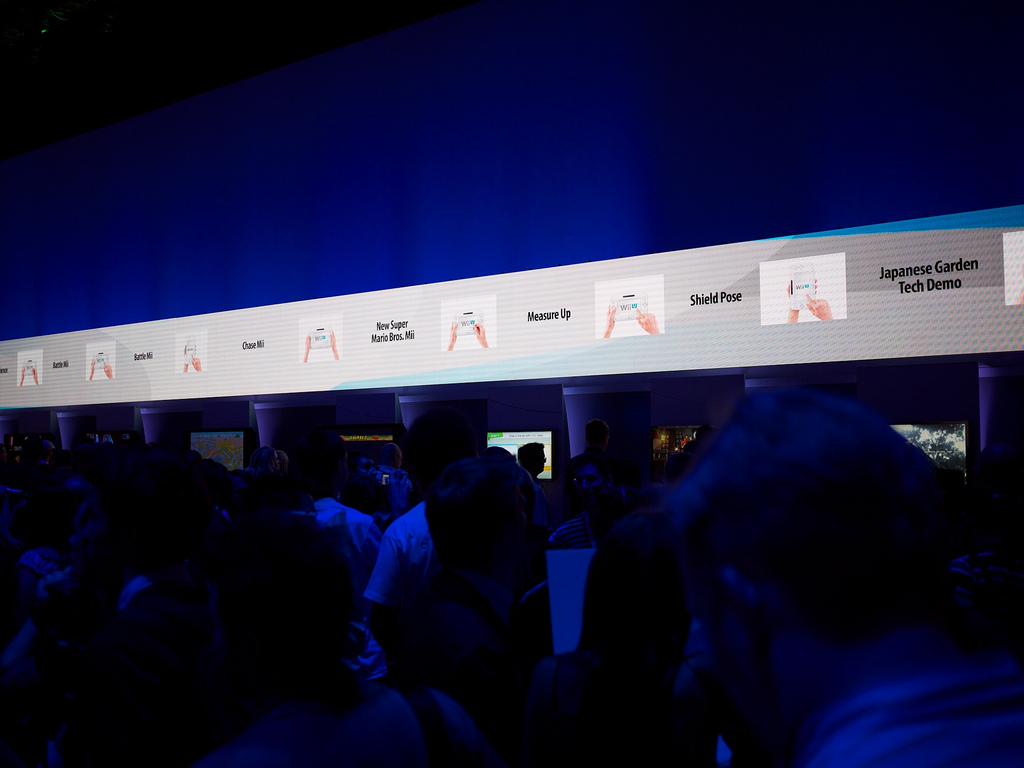
O Wii U, visto na E3 2011, demonstrando as várias opções de controle.

Em 25 de abril de 2011, a Nintendo lançou uma declaração para a imprensa anunciando oficialmente um sucessor para o Wii, a ser lançado durante 2012, e que haveria unidades para teste na E3 2011, de 7 a 9 de junho daquele ano. Ao falar numa conferência com investidores, Satoru Iwata afirmou que o sucessor do Wii "oferecerá algo novo para sistemas de videogame". Iwata também confirmou que o sucessor do Wii não seria lançado para o ano fiscal de 2012, o que, na prática, colocaria a data depois de abril de 2012.
Em 4 de maio de 2011, a página Kotaku relatou que o Project Café teria 8 GB de memória flash, supostamente para guardar os jogos salvos. Os discos de jogos utilizados pelo console seriam de um formato proprietário e armazenariam até 25 GB de dados, similares a um disco Blu-ray de camada única. No começo de junho, o jornal Nihon Keizai Shimbun confirmou que haveria um controle com uma tela sensível ao toque de 6 polegadas, conferindo controles no estilo tablet a jogos, bem como uma bateria recarregável e uma câmera. O Nikkei disse que o sistema seria lançado em meados de 2012.
Conforme prometido, um protótipo do Wii U foi exibido na E3 2011. O design do console e do controle não representavam as versões finais. O controle demonstrado possuía, além da tela sensível ao toque de 6 polegadas, um microfone, alto-falantes, giroscópio, acelerômetro, rumble e uma câmera. Todo o processamento acontece no console em si, cuja saída pode ser direcionada para a TV, para o controle ou para ambos simultaneamente. No entanto, conforme especulado antes do anúncio oficial, a tela não oferece suporte multitoque, indo de contramão à tendência estabelecida na indústria. As unidades exibidas na E3 2011 também ofereciam saída apenas para um controle tablet por vez, apesar de a Nintendo ter deixado em aberto se tal funcionalidade seria expandida na versão final do hardware. Os jogos confirmados no evento foram New Super Mario Bros. U e a mudança do Wii para o Wii U no lançamento de Pikmin 3. Uma lista de títulos de terceiros também foi divulgada.
As ações da Nintendo caíram quase 10% nos dois dias seguintes à revelação do Wii U, chegando em níveis não vistos desde 2006. Alguns analistas mostraram-se céticos quanto à adição de uma tela sensível ao toque no controle, preocupados com o preço final do componente e alegando ser menos inovador do que o Wii Remote original.
Em 5 de julho de 2011, quando perguntado se o Wii U ofereceria suporte a 3D, Iwata falou ao San Jose Mercury News que, do ponto de vista da tecnologia (desde que conectado a uma TV 3D), era possível, mas que não era o foco da empresa. Em 27 de outubro do mesmo ano, Iwata confirmou que o produto apresentado na E3 já possuía as especificações finais e a forma definitiva do lançamento oficial. A Nintendo também aproveitou o período para divulgar o Wii U na Consumer Electronics Show (CES), que ocorreu de 10 a 13 de janeiro de 2012.
Em 26 de janeiro de 2012, Iwata relatou aos investidores que o Wii U seria lançado na época de compras de final de ano de 2012 em todas as principais regiões. Além disso, forneceu detalhes sobre um rede online unificada conhecida como Nintendo Network, que dará suporte a contas de usuário, em vez do uso de friend codes. A Nintendo Network também fornecerá a estrutura para as interações dos modos multijogador, venda de conteúdos adicionais (DLC), bem como a distribuição digital de aplicativos e jogos eletrônicos. O controle do Wii U também terá suporte ao padrão NFC, que permitirá ao sistema interagir com figuras e cartões criados por desenvolvedores. Também permitirá microtransações sem fio com cartões de crédito que oferecerem suporte a NFC.
Em setembro de 2012, a Nintendo anunciou as datas definitivas de lançamento: 18 de novembro na América do Norte, 30 de novembro na Austrália/Europa e 8 de dezembro de 2012 no Japão. O Wii U estará disponível em dois conjuntos: o Basic, a ser vendido por 299,99 dólares nos EUA, inclui 8 GB de armazenamento, o controle Wii U GamePad (acompanhado de uma stylus), cabo HDMI e sensor bar; o pacote Deluxe, por sua vez, custará 349,99 dólares nos EUA, e terá uma assinatura premium da Nintendo Network, 32 GB de espaço, o jogo Nintendo Land, e pés para o console e controle. No Brasil, o console foi disponibilizado inicialmente apenas através de importadores terceirizados, uma vez que a Nintendo havia prometido o seu lançamento no país para o primeiro semestre de 2013, mas retardou a data para o terceiro semestre do mesmo ano. Nos importadores, à época do lançamento mundial, os preços costumavam variar de 1300 a 1900 reais. Até metade de 2015 o aparelho vendeu cerca de 9 milhões de unidades, apesar de ter um ano a mais de mercado, já foi ultrapassado pelo Xbox One e PS4

## Especificações Técnicas
Após a sua conferência da E3, algumas horas depois a Nintendo divulgou em seu site sobre as suas especificações técnicas, que são:
- Peso: 1,5 kg
- Tamanho: Cerca de 4,7 centímetros de altura, 26,5 cm de profundidade e 17 centímetros de comprimento;
- CPU: IBM Power PC 750 personalizado "Espresso" 1.24 GHz com manufatura de 45 nm e com três núcleos de processamento;
- GPU: AMD GPU "Latte" semelhante a 4650/4670 personalizada, com menos unidades de mapeamento de texturas e um clock menor, de apenas 550 MHz.[74]
- RAM: 2 GB RAM DDR3, memória Hynix, que traz uma velocidade de escrita máxima de 12.8 GB/s, da qual se acredita que metade (1 GB) seja usada para o sistema operacional do aparelho, e o restante (1 GB) para os jogos;
- eDRAM: 32 MBs de memória eDRAM;
- Armazenamento: Wii U usa uma memória flash interna, tendo duas versões: 32 GB e 8 GB, que após as atualizações obrigatórias do sistema operacional apresenta 25 GB e 3 GB livres, respectivamente. Conta também com entradas USB 2.0 e tem compatibilidade com HDs de até 2 TBs e com cartões SD de até 32 GBs;
- Mídia: Utiliza a memória interna do Wii U e também discos ópticos proprietários de camada única que comporta 25 GBs ou de dupla camada que comporta 50 GBs com velocidade máxima de leitura de 22.5 MB/s, também consegue ler os discos ópticos do Nintendo Wii, mas não é compatível com os discos ópticos de Nintendo Game Cube, e sem suporte a reprodução de DVD e Blu Ray;
- Conexão com Internet: O Wii U pode acessar a Internet via conexão sem fio (IEEE 802.11b/g). O console possui quatro conectores USB 2.0 - dois na frente e dois na parte traseira - que suportam adaptadores Wii LAN, vendidos separadamente, ou seja, para conexão em rede com fio é necessário a compra de um adaptador;
- Compatibilidade com Wii: Quase todos os softwares e acessórios do Nintendo Wii podem ser usados com o Wii U;
- Áudio: Usa seis canais de saída PCM linear via HDMI ® conector ou saída analógica através do Multi AV Out conector;
- Vídeo: 1080p, 1080p 3D, 1080i, 720p, 720p 3D, 480p e 480i. Cabos compatíveis incluem HDMI 1.4, Wii D-Terminal, Wii Vídeo Componente, RGB do Wii, Wii S-Video AV estéreo e Wii AV;
- Controladores: O Wii U é capaz de suportar dois controladores Wii U Gamepad, até quatro Wii Remote (ou Wii Remote Plus) ou Wii U Pro Controller e acessórios do Wii como o Nunchuk, Classic Controller e Wii Balance Board.

## Jogos
Os jogos de Wii U podem ser comprados digitalmente através da Nintendo eShop ou em lojas de varejo em mídia física. As cópias de varejo de jogos Wii U são distribuídas através de um Disco Óptico para o Wii U, um formato de disco óptico de alta densidade feito pela Nintendo em parceria com a Panasonic. O formato é semelhante em design e especificações a de um Disco Blu-Ray com capacidade de 25 GB por camada. Ao contrário dos consoles anteriores da Nintendo, os manuais dos jogos só estão disponíveis digitalmente. O console é bloqueado na região; a cópia comprada em uma região só pode ser reproduzida no hardware dessa região.
Os jogos das principais franquias da Nintendo (incluindo Super Mario, Donkey Kong e The Legend of Zelda), bem como alguns jogos da série Wii (incluindo Wii Sports Club, Wii Fit U e Wii Party U) foram lançados para o console, além de muitos títulos originais e jogos desenvolvidos por terceiros. A Nintendo recebeu apoio de empresas terceiras como Ubisoft, Sega, Warner Bros. Interactive Entertainment, Activision Blizzard e Capcom e vários desenvolvedores independentes, como Two Tribes. Até o final de julho de 2016, houve 39 jogos first party e 118 jogos third party lançados fisicamente na região da América da Norte; ambos os números são os mais baixos para qualquer console nintendo já lançado anteriomente.
Um total de 103,10 milhões de jogos do Wii U foram vendidos em todo o mundo até 31 de março de 2019, com dez títulos ultrapassando a marca de um milhão de unidades. O jogo mais vendido é Mario Kart 8 com 8,45 milhões de unidades, seguido por Super Mario 3D World com 5,84 milhões de unidades e New Super Mario Bros. U com 5,80 milhões de unidades.

### Virtual Console
Em janeiro de 2013, a Nintendo anunciou que os títulos NES e Super NES seriam disponibilizados para o serviço virtual console no Wii U em abril de 2013 e incluiria a opção de usar Off-TV Play no GamePad. Em março de 2014, os títulos do Game Boy Advance foram confirmados e começaram a aparecer na eShop no mês seguinte. Os títulos de Nintendo 64 e Nintendo DS foram adicionados em abril de 2015.

### Retrocompatibilidade
O Wii U é compatível com todos os jogos de Wii e acessórios, incluindo Wii Remote (Plus), Nunchuk e Wii Balance Board. É possível migrar a maioria dos softwares baixados e salvar arquivos de um Wii para um Wii U. Os jogos de Wii podem ser exibidos na tela do GamePad, entretanto eles só podem ser controlados usando um Wii Remote.
O Wii U não é compatível com discos ou acessórios do GameCube. Um adaptador USB do controle de GameCube com quatro portas foi lançado exclusivamente para uso com Super Smash Bros. para Wii U e não suporta nenhum outro título Wii ou Wii U.

## Características do Wii U

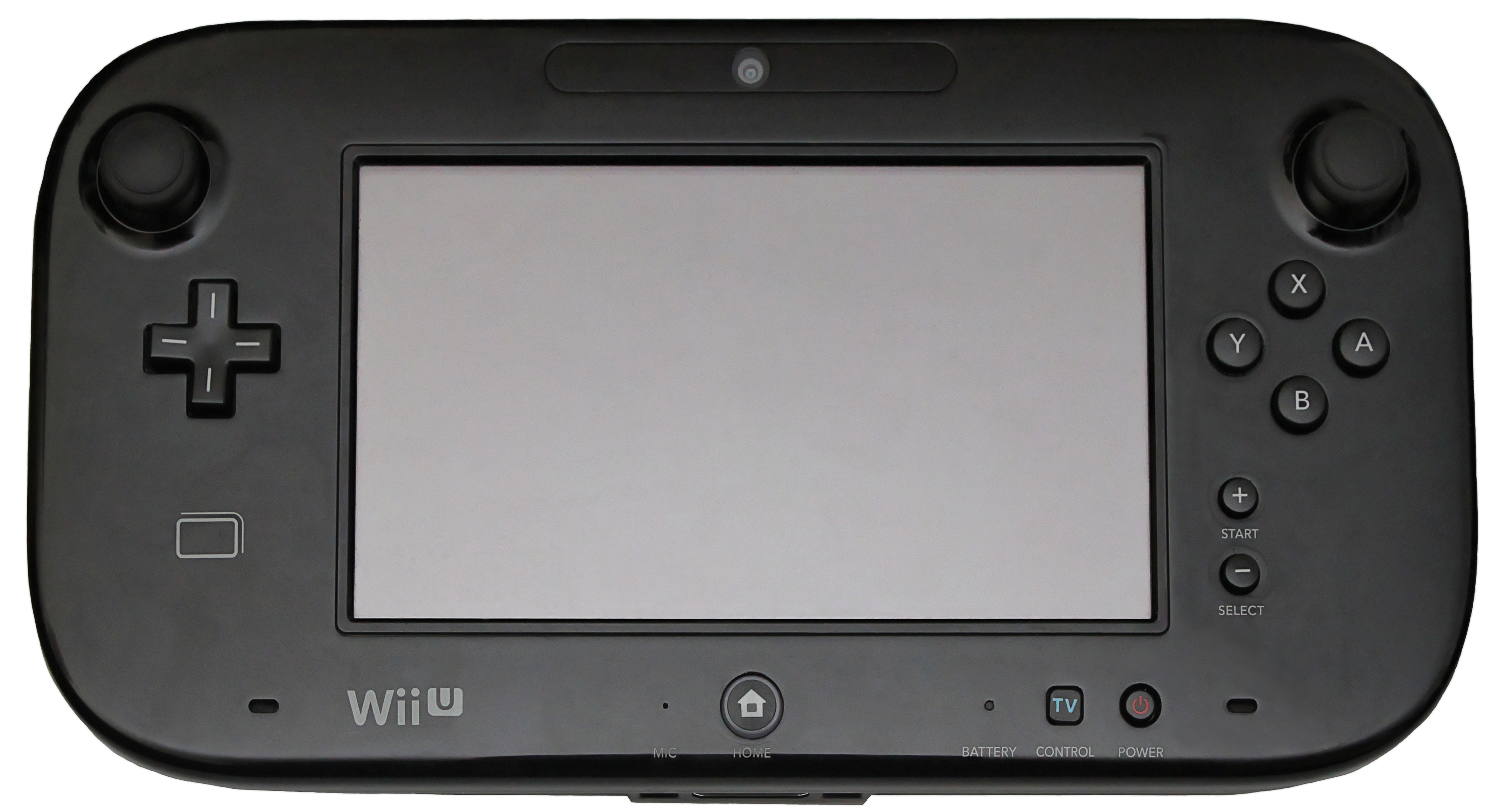
Wii U GamePad.

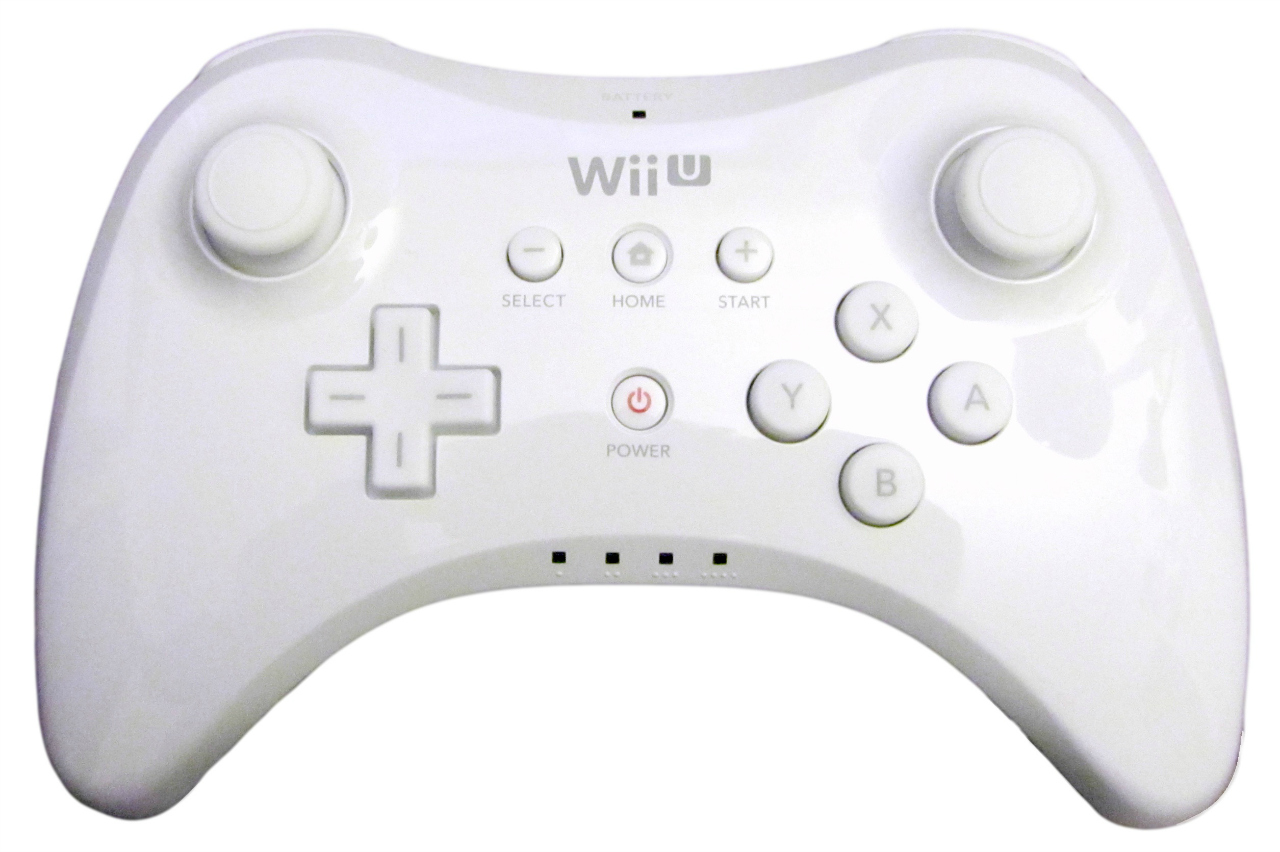
Wii U Pro Controller.

O console é compatível com a CryEngine 3 e a Unreal Engine 3. Joel Bylos, produtor da Funcom elogiou o Tablet Controller do Wii U e disse que o tablet é excelente para jogos massivos. Na E3 de 2012, Reggie Fils-Aime declarou que o Wii U suporta dois Wii U Gamepad, mas a exibição de quadros cai para 30 por segundo. O Wii U está disponível em duas cores: preto (Deluxe Set) e branco (Basic Set)
Além de introduzir novas formas de jogar, o Wii U também oferece aos usuários uma variedade de jogos e recursos para melhorar a experiência geral:
- Wii U Gamepad: O controlador de Wii U Gamepad possui uma tela sensível ao toque e também pode funcionar como infravermelho remoto da TV, se os usuários estão assistindo TV ou jogando um jogo. Assim como para jogos, o gamepad também possui travas de região[86][87][88] funcionando da mesma forma que as travas de regiões para jogos.
- Near Field Communication (NFC): O Wii U Gamepad tem a capacidade de comunicar sem fios com objetos que são mantidos acima dele. Isto permite uma variedade de novas possibilidades interessantes para jogos e atividades.
- Wii U Pro Controller: Foi lançado junto com o Wii U, é uma atualização do Classic Controller do Wii é destinado a jogadores mais hardcore com um design mais próximo aos controles do Xbox One e PlayStation 4.

## Nintendo Network

A logo da Nintendo Network.

A Nintendo Network abrange o Wii U, o Nintendo 3DS e aparelhos como smartphones, tablets e computadores. Cada jogador possui sua própria Nintendo Network ID com seu perfil e a possibilidade de se tornar amigo de outras pessoas. Necessita de uma conexão de internet sem fio. Só é possível criar uma conta em um Nintendo 3DS ou Wii U.
- Internet Browser: O Wii U inclui um navegador para pessoas com uma ligação à Internet sem fio e permite o utilizador a abir até seis abas simultaneamente e também a poder utilizar o navegador com o jogos pausados. Inclui recursos como colocar uma cortina virtual na TV, impedindo outras pessoas de ver o conteúdo até que o jogador abra-a e ver uma versão maior da página no GamePad.
- Nintendo TVii: Ferramenta que une serviços já existentes, como os seus canais de TV, Netflix, Hulu Plus e até mesmo o sistema DVR. Permite recursos ao vivo, como comentários e enquetes da própria Nintendo, a possibilidade de comentar sobre o programa e suas informações.
- Video Chat: Usando a câmera embutida do Wii U Gamepad, as pessoas podem se comunicar com seus amigos do Miiverse em tempo real, podendo interagir com a tela sensível ao toque.
- Nintendo eShop: Onde se compra os jogos para o Wii U e também os jogos do Virtual Console, e jogos do Wii.
- Miiverse: O Wii U também contém um sistema de rede social integrada chamado Miiverse. Permite que jogadores consigam interagir uns aos outros no sistema do Wii U ou em seus próprios jogos, através de comentários, desenhos, pelo Video Chat, entre outros.